# Футуризъм
 Тази статия е за художественото направление от 1910-те и 1920-те години.  За изследването на бъдещето вижте Футурология.  
Футуризмът (на латински: futurum – бъдеще) е художествено направление в изобразителното изкуство, литературата и музиката от 1910-те и 1920-те години.
Развива се в почти всички европейски страни, с 2 важни центъра – Италия и Русия.

## Естетическа доктрина
В естетически план корените на футуризма лежат в натурализма, символизма и унанимизма. Във философски план – във философията на Фридрих Ницше, Анри Бергсон и Жорж Сорел.

## Италиански футуризъм
Футуризмът се ражда в Италия с първия „Манифест на футуризма“ от Филипо Томазо Маринети, публикуван във френския вестник Фигаро на 20 февруари 1909 г. Скоро текстът е препечатан в миланското списание „Поезия“ под заглавие „Основание и манифест на футуризма“. Започвайки с лиричния образ на автомобилен рейд, който неизбежно ще завърши в кална канавка, манифестът обявява отказа си от установените до този момент ценности и застава принципно срещу художественото наследство на миналото. Той търси нови, актуални изразни средства, които да разрушат утвърдените художествени форми и представи за изкуството. Такива са любовта към опасностите, бунтовните инстинкти, красотата на движението и скоростта, войната („единствената хигиена на света“), машините и всички най-напреднали форми на индустриалната цивилизация.
В манифеста Маринети пише:
| „ | 1. Ще възпеем любовта към опасностите, пристрастеността към енергията и безстрашието. 2. Смелостта, дързостта и бунтът ще бъдат основният елемент на нашата поезия. 3. До днес литературата възвеличаваше замечтаната неподвижност, унеса и съня. Ние искаме да прославим агресивността на движението, трескавото безсъние, ритмичният бяг на бегача, смъртоносния скок, юмрука и плесника. 4. Обявяваме, че красотата на света се обогати с нов елемент: красотата на бързината. [...] 5. Поетът трябва да се отдава с плам, разкош и великодушие, да разпръсква ентусиазираната треска на първичните елементи. 6. С изключение на борбата, няма друга красота. Никоя творба без агресивен характер не може да бъде шедьовър. Поезията трябва да бъде зачената като насилствена атака на непознати елементи, да ги смазва и просва в подчинение на човека. 7. Стоим на последния нос на брега на вековете!... Защо да гледаме назад, след като това, което искаме, е да сринем мистериозните порти на Невъзможното? Времето и Пространството умряха вчера. Вече живеем в абсолюта, защото създадохме вечна, вездесъща скорост. 8. Ще прославим войната – единствената хигиена на света – войнолюбието, патриотизма, унищожителния жест на освободителите, красивите идеи, за които си струва да умреш и презрението към жените. 9. Ще унищожим музеите, библиотеките, всички видове академии, ще се борим срещу морализма, феминизма и срещу цялата опортюнистична и утилитарна подлост. [...] | “ |

След публикуването на Манифеста около Маринети се създава група поети: Либеро Алтомаре, Джовани Папини, Джузепе Кариери, Арденго Софичи и др. На 14 февруари 1910 г. в „Театро Лирико“ се провежда паметна поетическа вечер, определена от „Кориере де ла сера“ като скандална. В края на срещата в театъра нахлува полицията. През същата година футуризмът се настанява и в изобразителното изкуство, с присъединяването на художници като Джакомо Бала, Джино Северини, Умберто Бочони и др., които публикуват свои манифести. През 1912 и 1913 г., в отговор на Първия манифест на Маринети и неговото „презрение към жените“, Валентина де Сен-Пойнт публикува съответно „Манифест на жените футуристи“ и „Футуристки манифест на похотта“. По това време като военен кореспондент Маринети отразява Балканската война, по който повод пише поемата „Дзанг тумб тумб“ (1914 г.). Футуризмът обхваща още музиката, театъра, киното и малко по малко се превръща в изкуството на бунтовния устрем, на динамичната промяна, на един по-различен експресионизъм, доколкото е уместно сравнението, поне в литературата.

## Руски футуризъм
Първите футуристи в Русия са художниците братя Бурлюк. Давид Бурлюк е основателят на колонията „Гилея“. Около себе си той събира такива индивидуалности като Владимир Маяковски, Велимир Хлебников, Алексей Кручоних, Бенедикт Лившиц, Елена Гуро. Всички те са и художници, и поети, макар постепенно всеки да избира едното поприще като основно. В първия манифест на групата – „Плесница на обществения вкус“ се казва между другото: „Да изхвърлим Пушкин, Достоевски, Толстой и прочее от парахода на съвременността“. Макар призивът да е смекчен малко по-нататък: „Който не забрави първата си любов, няма да познае последната си“. И дори такива кумири на поетите от епохата, като Александър Блок, не остават встрани от коментара, че „им трябва само вила на речен бряг“. В крайна сметка сред големите поети на ХХ век остават трима руски футуристи: Маяковски, Хлебников и Пастернак. Макар сред поетите футуристи през второто десетилетие на ХХ век да са дори бъдещите големи учени литературоведи Роман Якобсон и Виктор Шкловски.

## Изобразително изкуство
Вдъхновени от Кубизма, футуристите наблягат на едновременната множествена гледна точка, но за разлика от кубистите, които запазват относителна неподвижност на обекта, те се стремят да изобразят самото движение. Средствата, с които си служат, за да осъществят тази цел, са най-често изобразяване на отделните последователни фази от „разложеното“ на части движение на изобразения предмет или форма. В „Манифеста на футуристичната живопис“ от 1910 г. се оказва, че универсалният динамизъм на съвременния живот трябва да бъде пресъздаден в изкуството, като „динамично светоусещане“. Според футуристите именно скоростта и технологията са символите на модерния свят.
- Умберто Бочони, зарисовка за картината Градът расте, 1910
- Умберто Бочони, Динамизмът на един велосипедист (Dinamismo di un ciclista), 1913
- Джоузеф Стела, Битката на светлината, Кони Айлънд, 1913
- Умберто Бочони, Уникални форми на континуалност в пространството, 1913
- Умберто Бочони, 1912, Еластичност (Elasticità)
- Джоузеф Стела, Бруклинският мост, 1919 – 20

## Мода
Футуристките манифести в областта на модата започват с онзи, написан от Джакомо Бала – „Футуристичен манифест за мъжкото облекло“ от 1914 г., последван от „Антинеутралното облекло: Футуристичен манифест“ същата година. През 1920 г. е отпечатан „Манифест на футуристичната дамска мода“ от Volt (псевдоним на Винченцо Фани). През 1932 г. излиза „Манифест за промяна на мъжката мода“ на братята Ернесто и Руджеро Микаелес. По същото време Маринети заедно с Енрико Прамполини и няколко души от второто поколение футуристи работи върху „Футуристичен манифест: италианската шапка“, а през 1933 г. Ренато ди Босо и Игнацио Скурто издават „Футуристичен манифест: Италианската вратовръзка“.

## Музика
Първият манифест на италианската футуристка музика е от 1912 г. – с автор Балила Пратела.

## Кинематография
Маринети намира съмишленици и за революция на сетивата чрез набиращото сила кино.

## Представители
Литература
- Филипо Маринети
- Владимир Маяковски
- Велимир Хлебников
- Игор Северянин
- Борис Пастернак

Изобразително изкуство
- Джакомо Бала,
- Умберто Бочони,
- Луиджи Русоло,
- Карло Кара,
- Николай Дюлгеров (1901 – 1982) – архитект и художник,
- Лазар Ненков Лазаров (1941 – 2006) – художник,
- Казимир Малевич.

Музика
- Франческо Пратела

Кино
- Наталия Гончарова,
- Михаил Ларионов.

## Свързани теми
- Кубо-футуризъм
- Районизъм
- Аналитично изкуство
- Нео-футуризъм
- Аеропитура